# NGC 3407
NGC 3407 (również PGC 32626 lub UGC 5978) – galaktyka soczewkowata (S0-), znajdująca się w gwiazdozbiorze Wielkiej Niedźwiedzicy. Odkrył ją William Herschel 9 kwietnia 1793 roku.